# 신 대만 달러
신 대만 달러(영어: New Taiwan dollar 뉴 타이완 달러[*], 중국어 간체자: 新台币, 정체자: 新臺幣, 병음: Xīntáibì 신타이비[*], 한자음: 신대폐)는 중화민국에서 현재까지 통용하고 있는 화폐이다. 뉴 타이완 달러·신대폐·타이완 신화폐·신타이비라고도 불린다. 통화 기호는 ISO 4217이며, 영문 약칭으로는 NT$·NTD·TWD가 널리 사용된다. 1949년 6월 15일에 구 대만 달러를 대신하여 도입되었는데, 교환 비율은 40,000 구 대만 달러 = 1 신 대만 달러였다. 사실상 타이완이 현재 중화민국의 중심지이기 때문에, 분단 이후 중화민국의 공식 화폐로 기능하고 있다.

## 개요
기본 단위는 달러($·NT$), 관화로는 위안(圓)이며, 약자인 위안(元)이 널리 사용된다. 주화로는 1달러, 5달러, 10달러, 20달러, 50달러가, 지폐로는 100달러, 200달러, 500달러, 1000달러, 2000달러가 있다. 1달러는 10지아오, 100센트(펀)이고, 최소 주화 단위인 0.5달러는 5지아오, 50센트이다. 0.5달러와 2단위 화폐는 널리 사용되지는 못한다고 한다.

## 지폐
현재의 신 대만 달러 지폐 세트는 2000년 7월에 유통되기 시작했다. 이 세트는 신 대만 달러가 대만 내에서 공식 통화로서 은화 위안을 계승하면서 도입되었다.
| 1999년 시리즈                    | 1999년 시리즈 | 1999년 시리즈 | 1999년 시리즈 | 1999년 시리즈         | 1999년 시리즈               | 1999년 시리즈       | 1999년 시리즈    | 1999년 시리즈    | 1999년 시리즈  | 1999년 시리즈 |
| 이미지                           | 액면          | 크기          | 색            | 도안                  | 도안                        | 도안                | 발행             | 발행             | 발행           | 재판          |
| 이미지                           | 액면          | 크기          | 색            | 앞면                  | 뒷면                        | 숨은그림            | 인쇄             | 통용             | 발행중지일     | 재판          |
| -------------------------------- | ------------- | ------------- | ------------- | --------------------- | --------------------------- | ------------------- | ---------------- | ---------------- | -------------- | ------------- |
|                                  | NT$100        | 145 × 70 mm   | 빨간색        | 쑨원, 그의 휘호       | 중산빌딩                    | 매실나무와 숫자 100 | 2000             | 2001년 7월 2일   |                |               |
| [ 깨진 링크 ( 과거 내용 찾기 ) ] | NT$200        | 150 × 70 mm   | 초록색        | 장제스, 수확하는 농부 | 총통관저                    | 난초와 숫자 200     | 2001             | 2002년 1월 2일   |                |               |
|                                  | NT$500        | 155 × 70 mm   | 갈색          | 어린이 야구팀         | 대만 스이카 사슴과 대패첨산 | 대나무와 숫자 500   | 2000             | 2000년 12월 15일 | 2007년 8월 1일 | 홀로그램 없음 |
|                                  | NT$500        | 155 × 70 mm   | 어두운 갈색   | 어린이 야구팀         | 대만 스이카 사슴과 대패첨산 | 대나무와 숫자 500   | 2004 (민국 93년) | 2005년 6월 20일  |                | 홀로그램 있음 |
|                                  | NT$1000       | 160 × 70 mm   | 파란색        | 초등교육)             | 미카도꿩과 위산             | 국화와 숫자 1000    | 1999 (민국 88년) | 2000년 6월 3일   | 2007년 8월 1일 | 홀로그램 없음 |
|                                  | NT$1000       | 160 × 70 mm   | 파란색        | 초등교육)             | 미카도꿩과 위산             | 국화와 숫자 1000    | 2004 (민국 93년) | 2005년 6월 20일  |                | 홀로그램 있음 |
|                                  | NT$2000       | 165 × 70 mm   | 보라색        | 대만위성기술          | 송어와 남호대산             | 소나무와 숫자 2000  | 2001 (민국 90년) | 2002년 1월 1일   |                |               |

### 다른 언어로 된 단어
1. ↑    - 번체자: 新臺幣
  - 만다린 한어 병음: Xīntáibì
  - 호키엔어: Sîn-thòi-pi
  - Sixian Hakka: Sîn-thòi-phêu

## 참고
1. ↑  Commons:Category:Taiwan $1000 banknote 1999 edition
2. ↑  Taiwan's 1999 $1000 bill globe reversed

## 같이 보기
- 달러
- 런민비
- 중화민국 중앙은행